# Botanischer Garten der Universität Würzburg

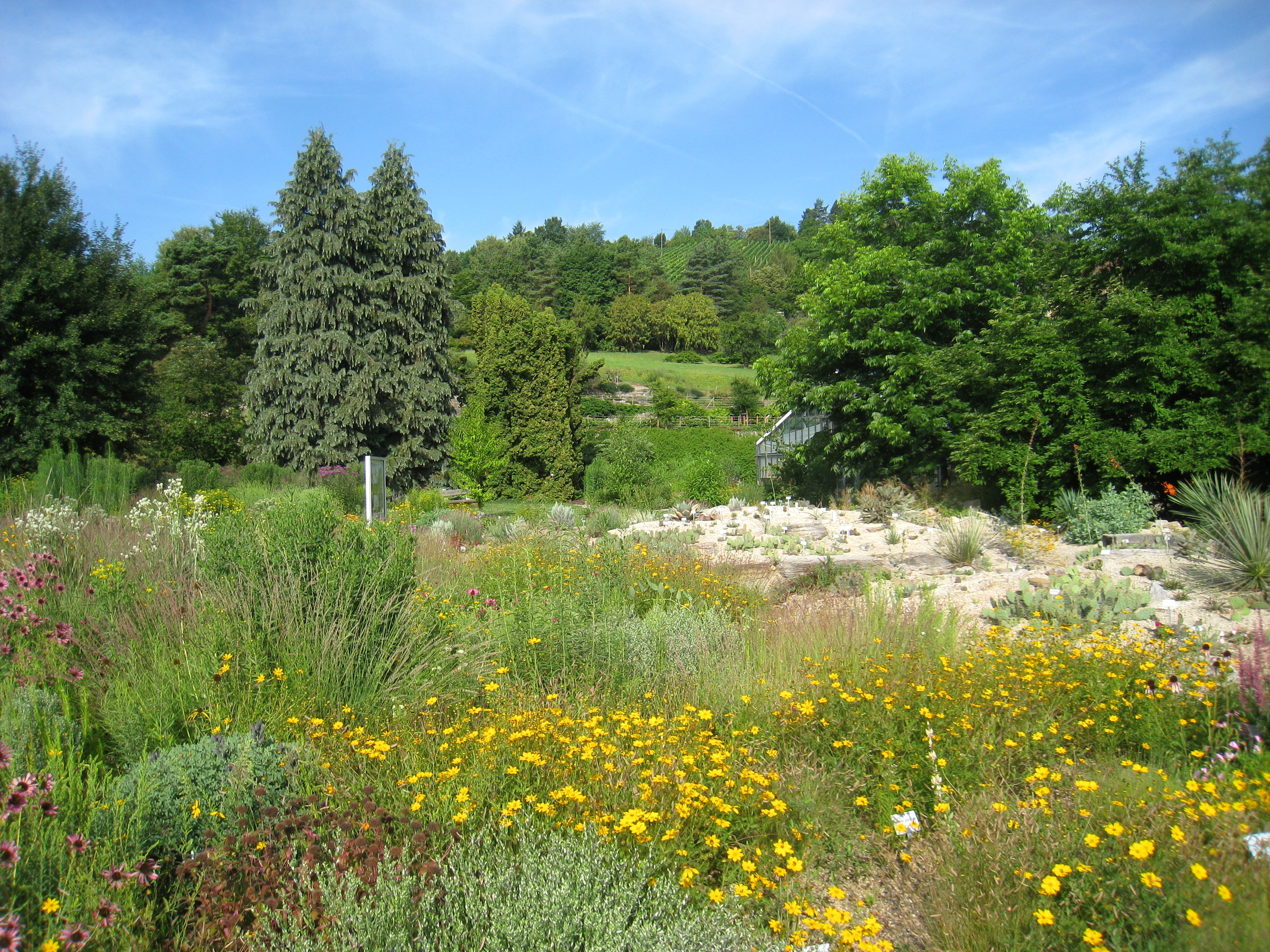
Botanischer Garten der Universität Würzburg

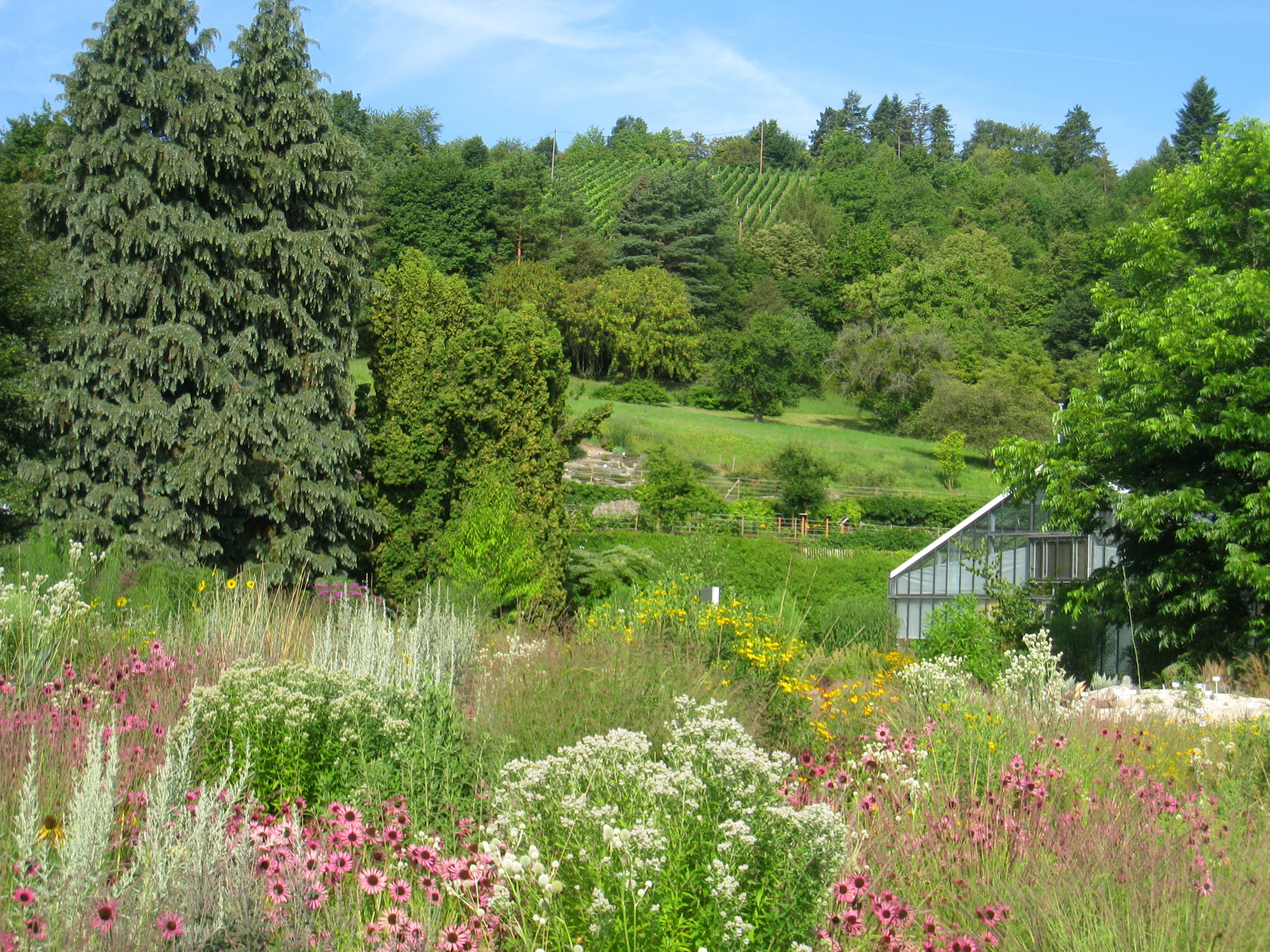
Botanischer Garten der Universität Würzburg

Der Botanische Garten der Julius-Maximilians-Universität befindet sich am Julius-von-Sachs-Platz 4 in Würzburg und ist ein Lehr- und Lerngarten, der Studierende und angehende Lehrer in ihrem Studium an der Universität Würzburg unterstützt, sowie Fachwissen an unterschiedliche Zielgruppen praktisch vermittelt. Der Botanische Garten erstreckt sich über eine Gesamtfläche von rund 9 ha und befindet sich nach dem dritten Umzug im Jahr 1960 an seinem heutigen Standort.

## Geschichte
Der erste Botanische Garten wurde durch eine Verordnung am 6. August 1696 durch den Fürstbischof Johann Gottfried von Guttenberg begründet und befand sich auf einer kleinen Fläche im westlichen Teil des Arzneipflanzengartens am Juliusspital im Stadtzentrum von Würzburg. Im Jahr 1722 wurde das erste Gewächshaus als Überwinterungshaus für frostempfindliche Pflanzen durch die beiden Gartendirektoren Johann Barthel Adam Beringer und Lorenz Anton Dercum errichtet. Im gleichen Jahr erschien das erste gedruckte Pflanzenverzeichnis des Botanischen Gartens der als „Hortus medicus herbipolensis“ bezeichnet wurde und insgesamt 423 Pflanzenarten aufführte.
Von 1739 bis 1741 wurden drei weitere Gewächshäuser errichtet und im Zeitraum von 1741 bis 1744 wurden durch Balthasar Neumann umfangreiche Neugestaltungen des Spitalgartens mit verschiedenen barocken Zierbeeten vorgenommen. Im Anschluss an die Neugestaltung wurden in den Jahren von 1751 bis 1753 zwei von Neumann angelegte Zierbeete umgestaltet und dienten dem Anbau von einjährigen Gewächsen. Ab dem Jahr 1753 wurden auf den vorhandenen Außenflächen des Botanischen Gartens Frühbeetkästen zur Kultivierung ausdauernder Pflanzen verwendet.
In der Zeit von 1782 bis 1854 wurde der Botanische Garten um ein neues Institutsgebäude mit einer Gärtnerwohnung erweitert. Im Erdgeschoss wurden ein Laboratorium und ein Vorlesungssaal für Botanik eingerichtet. Im Jahr 1782 anlässlich des 200-jährigen Bestehens der Universität wurden alle barocken Zierbeete in Anbauflächen mit Arzneipflanzen umgewandelt. Weiter wurden im Zeitraum von 1787 bis 1789 die drei bestehenden Gewächshäuser im westlichen Teil abgerissen und durch vier neue Gewächshäuser im nördlichen Teil des ehemaligen Spitalgartens ersetzt. Hinzu kamen ein Schuppen für die Gartengeräte der mit einer Lagerfläche für Brennholz ausgestattet war um die Gewächshäuser zu beheizen. Die vollständige Umwandlung des Juliusspitalgartens zum Botanischen Garten wurde im Jahr 1791 abgeschlossen. Es wurden 6000 Pflanzenarten auf einer nutzbaren Pflanzfläche von 3000 m² und 340 m² Gewächshausfläche kultiviert.
Im Jahre 1833 wurde eine wissenschaftlich-botanische Anlage nach den Ordnungsprinzipien des Linnéschen Pflanzensystems in den alten Botanischen Garten eingeführt. Der bis zum Jahr 1854 gemeinschaftlich durch das Juliusspital und die Universität genutzte Botanische Garten wurde von 1855 bis 1859 auf eine große Fläche des Universitätsgeländes unmittelbar vor dem Juliusspitalgarten mit dem ehemaligen Anatomiegebäude und dem sogenannten „Medizinisches Kollegienhaus“ (Abriss 1997) verlegt. Die Kostenübernahme für den Garten lag nun vollständig bei der Universität Würzburg und wurde durch die Ernennung des Gartenvorstandes zum ordentlichen Professor der Botanik in der Philosophischen Fakultät im Jahr 1856 sichtbar. Die flächenmäßige Erweiterung und Verlagerung der vorhandenen Flächen aus dem Juliusspitalgarten wurde durch die Neuanlage eines Alpinums, eines Naturgartens, eines Aquariums mit Sumpf- und Wasserpflanzen, Versuchsflächen mit ein- und zweijährigen Pflanzen, ein Arboretum und ein großes Gewächshaus aus einer Eisenkonstruktion mit einer Doppelverglasung und einer Warmwasserheizung erweitert.
Eine weitere Verlagerung und Erweiterung des Botanischen Gartens wurde im Jahr 1873 nach dem Abriss Stadtbefestigung durchgeführt. Ab dem Jahr 1884 bestand eine Planstelle für einen Assistenten der für den Botanischen Garten zuständig war. Eine wissenschaftliche Betreuung besteht erst seit dem Jahr 1958. Durch die Bombardierung und fast vollständige Zerstörung der Stadt Würzburg am 16. März 1945 wurde der Botanischen Garten stark beschädigt. Alle Gebäude, Gewächshäuser und die sich darin befindenden Pflanzensammlungen wurden nahezu vollständig vernichtet. Ab dem Jahr 1950 wurde eine weitere Verlegung des Gartens aus der Stadtmitte heraus geplant.
Im Jahr 1960 wurde der Botanische Garten Würzburg zum dritten Mal an seinen heutigen Standort an den „Mittleren Dallenbergweg“ am südlichen Stadtrand verlegt. Die feierliche Übergabe wurde im Sommer 1971 gefeiert nach dem im Jahr 1968 die kostbaren Pflanzensammlungen auf der neuen 7,5 ha großen Fläche angelegt waren. Bis zum Jahr 1978 wurde eine 1,5 ha große Brachfläche in die heutige „Tertiärwald-Abteilung“ (Arboretum) umgewandelt und die Gesamtfläche des Botanischen Gartens beträgt insgesamt rund 9 ha.

## Park und Pflanzen

### Einteilung des Gartens
- Julius-von-Sachs-Institut für Biowissenschaften
- Arboretum
- Bauerngarten
- Arzneipflanzengarten
- Prärie
- Sieboldpflanzen und Pflanzen aus Ostasien
- Nutzpflanzen, Teich- und Sumpfpflanzen
- Europäische Wald- und Wiesengesellschaft
- Mediterrane Felsheide
- Mainfränkische Trockenwiese
- Strauchpaeonien

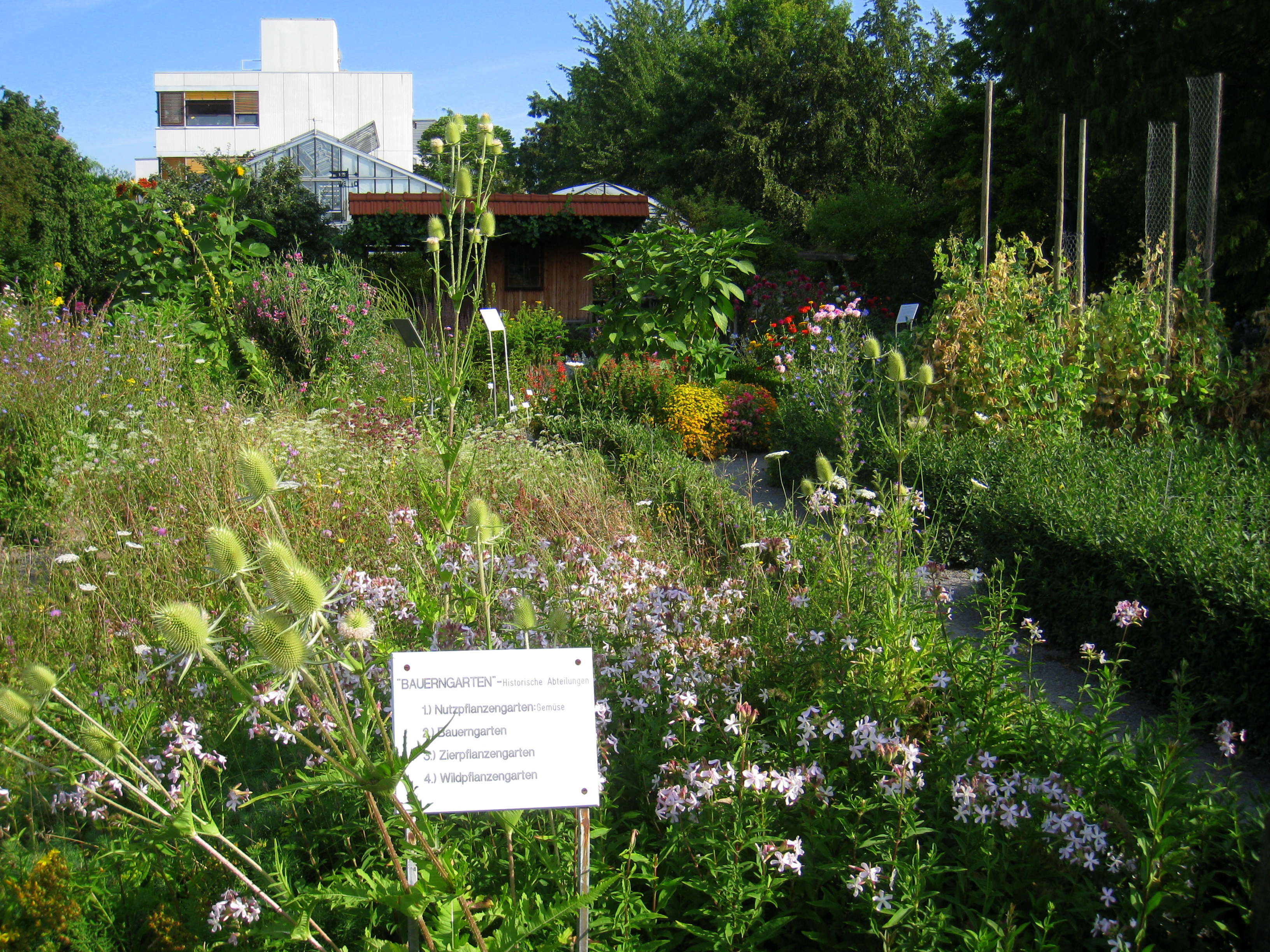
Bauerngarten im Botanischen Garten
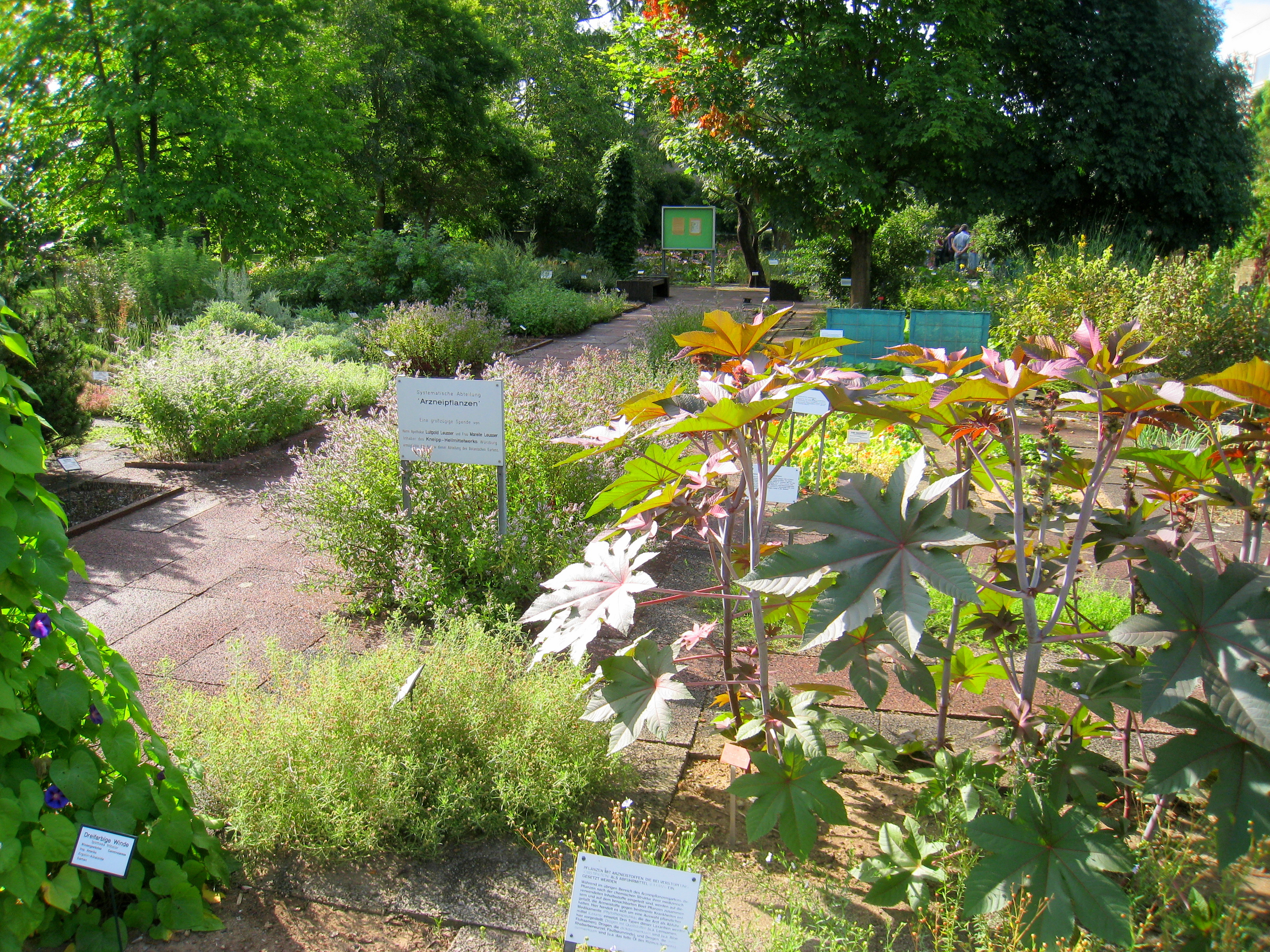
Arzneipflanzengarten im Botanischen Garten
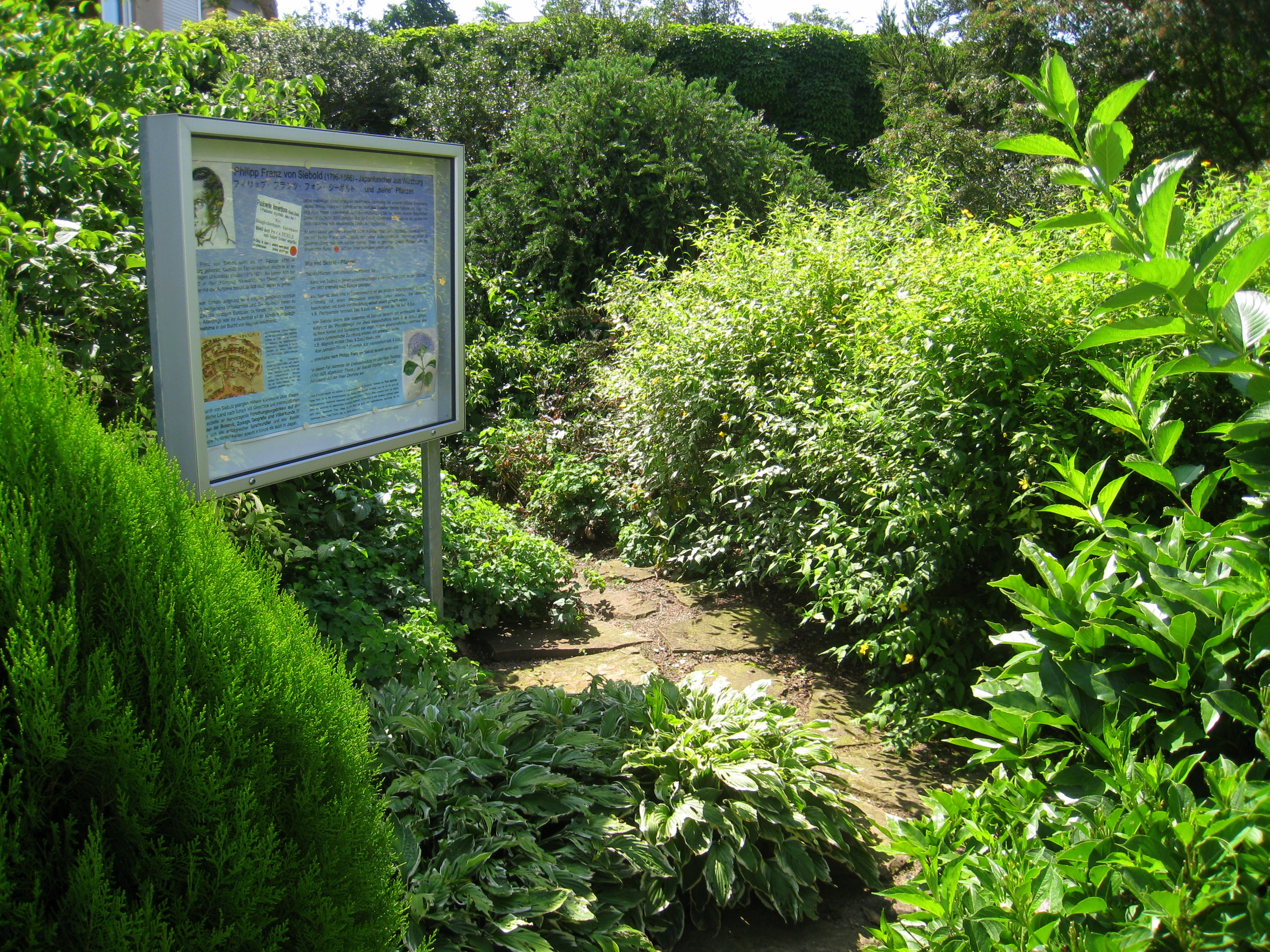
Schautafel im kleinen Siebold–Garten
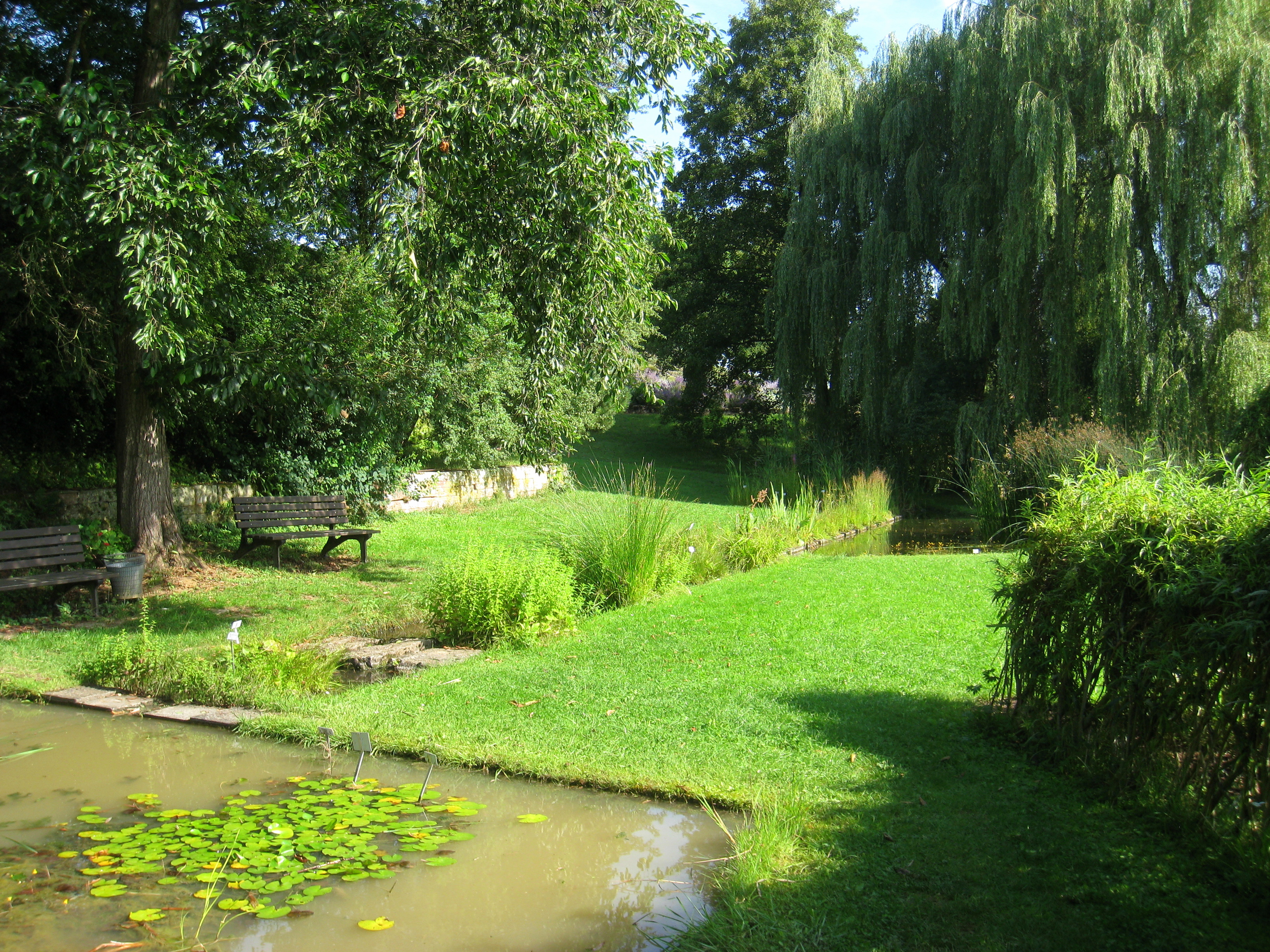
Nutzpflanzen, Teich- und Sumpfpflanzen
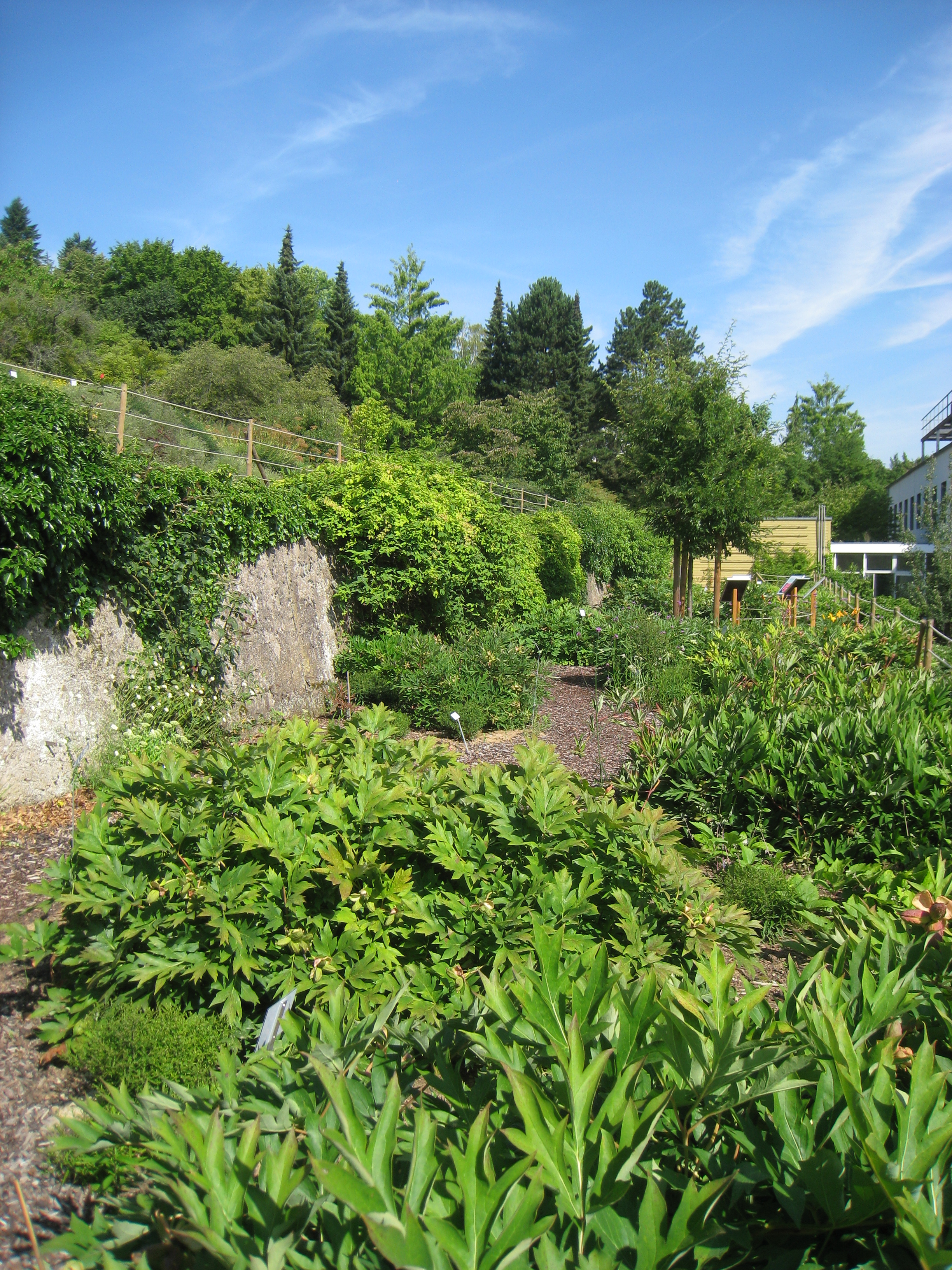
Strauchpaeonien im Botanischen Garten

### Gewächshäuser
- Tropenschauhäuser
- Gebirgspflanzenhaus mit Alpinum
- Mediterranhaus

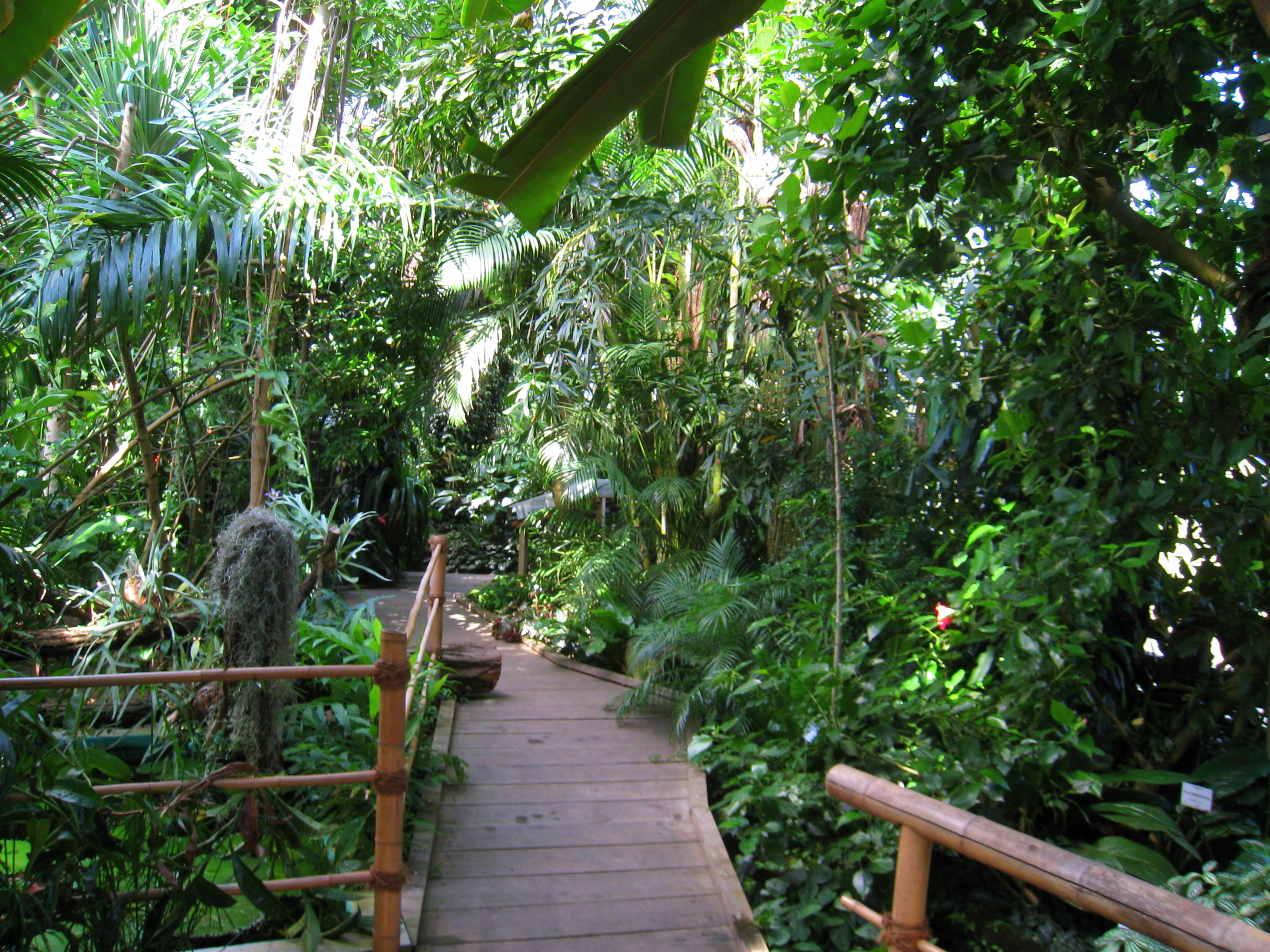
Im Tropenschauhaus (2009)
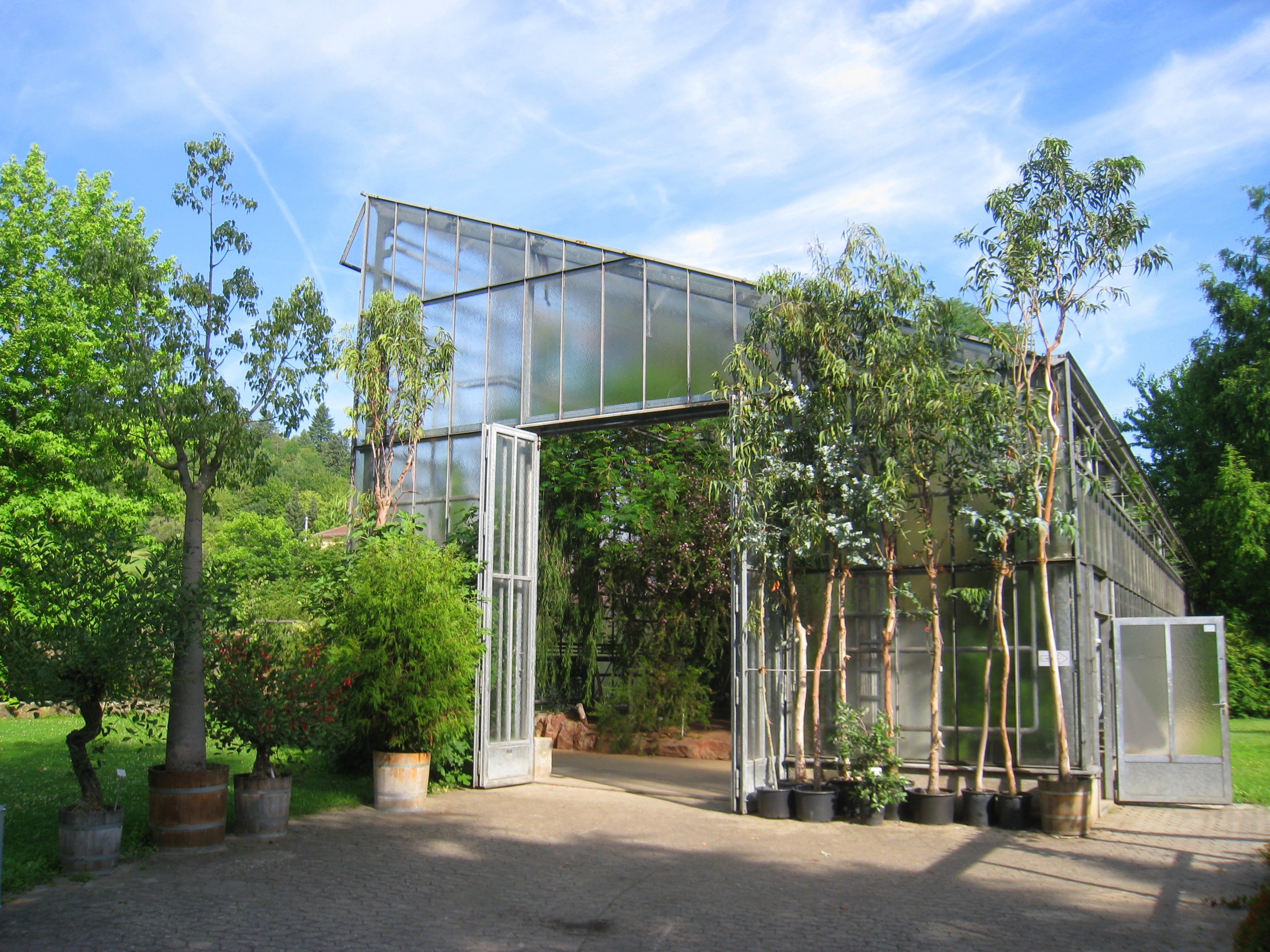
Mediterranhaus
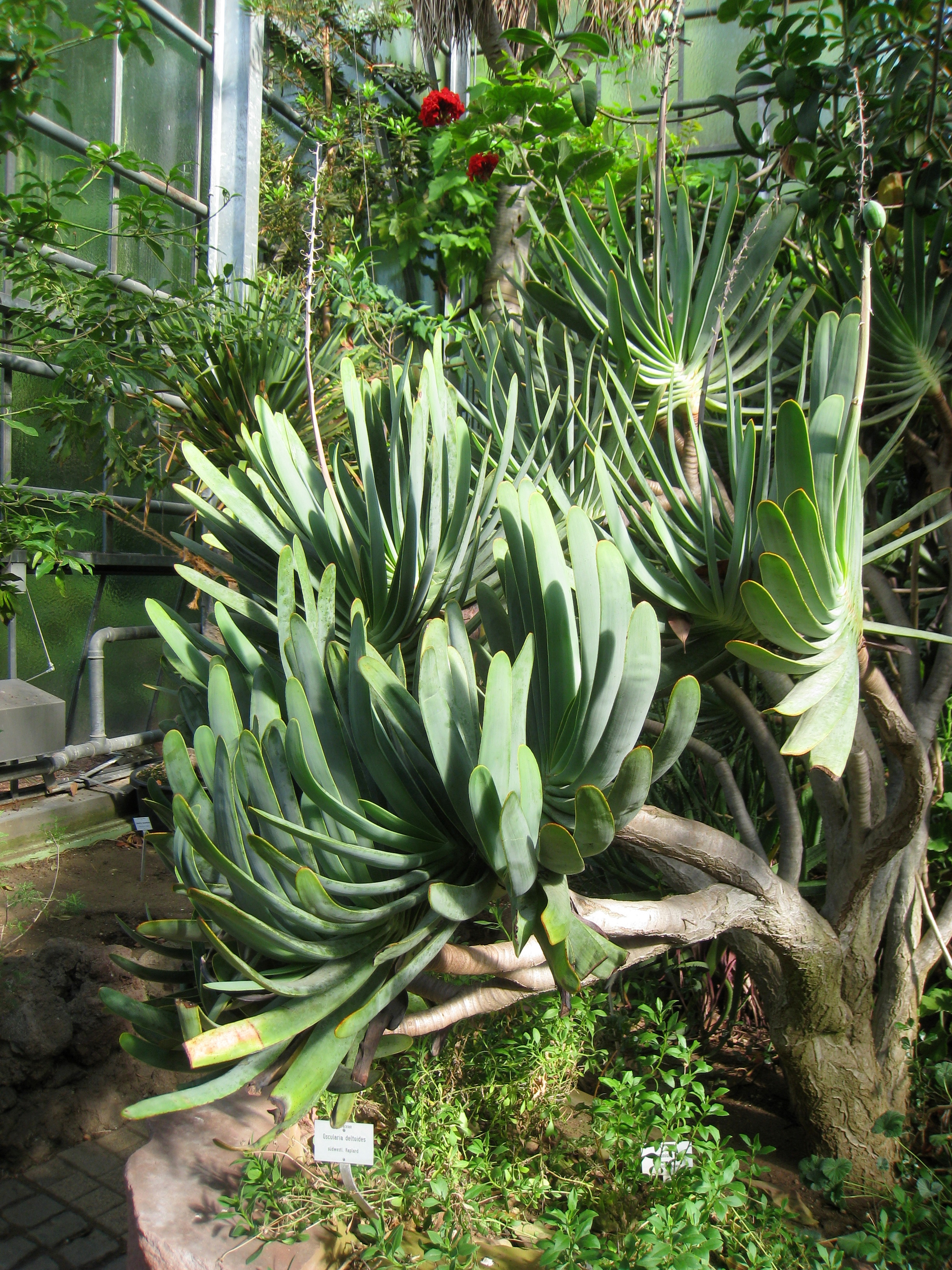
Pflanzen im Mediterranhaus

In den Schauhäusern sind in unterschiedlichen voneinander abgegrenzten Bereichen verschiedene Klimazonen eingeteilt. Zum Beispiel in einen Blütengang mit Aquarien und Wasserbecken, eine Pflanzensammlung mit Xerophyten und Sukkulenten aus Afrika und Madagaskar, eine Pflanzensammlung mit Xerophyten und Sukkulenten aus Nord- und Südamerika, eine Nachbildung eines Bergnebelwaldes, eine Nachbildung eines tropischen Tieflandregenwaldes und eine Zusammenstellung mit Pflanzen aus dem Mittelmeerraum im sogenannten „Mediterraner Innenhof“.

### Unterstützung
Durch den im Jahr 1946 wiederaufgenommenen universitären Lehrbetrieb war in der frühen Phase des Wiederaufbaus die Orchideenzucht von Professor Hans Burgeff eine wichtige Hilfsquelle. Durch die über Verkaufskataloge bestellten und weltweit verschickten Exemplare der wertvollen Orchideenhybriden konnte der Botanische Garten Einnahmen erzielen die für den Wiederaufbau notwendig waren.
Zur finanziellen Unterstützung besteht „pro planta“ der Freundeskreis des Botanischen Gartens der Universität Würzburg e. V. der verschiedene Veranstaltungen wie zum Beispiel eine Pflanzenbörse, Aktionstage und Exkursionen im Botanischen Garten anbietet.

### Kunst
Im Botanischen Garten werden unterschiedliche Skulpturen und Kunstobjekte ausgestellt.